# Bolton Museum

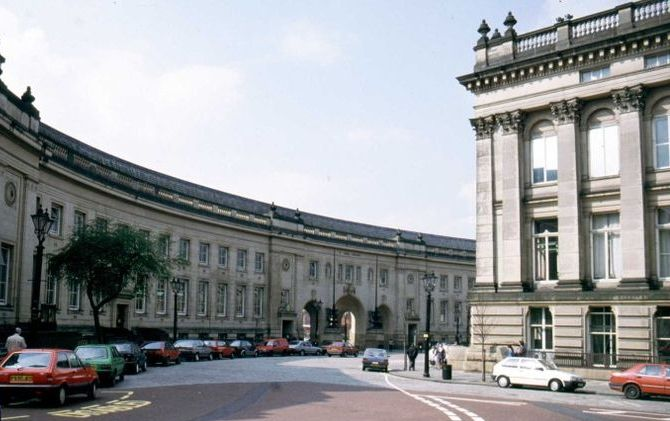
Bolton Civic Center, contenant le musée de Bolton.

Le Bolton Museum est un musée public et une galerie d'art situé dans la ville de Bolton, dans le Grand Manchester, dans le nord de l'Angleterre, et appartenant au District métropolitain de Bolton.
Les collections comprennent l'histoire naturelle, l'archéologie, l'art, l'histoire locale et l'un des plus anciens aquariums publics de Grande-Bretagne. Celles-ci sont logées, avec la bibliothèque centrale de Bolton, dà une extrémité du Bolton Civic Centre, conçu par des architectes locaux, Bradshaw Gass & Hope, et ouvert en 1939. Le musée a deux emplacements éloignés, Smithills Hall et Hall i 'th' Wood. 
Les collections comprennent de nombreuses pièces de nombreux collectionneurs privés, dont des échantillons géologiques de la succession de Caroline Birley . 
En 2006, le musée est impliqué dans l'affaire Shaun Greenhalgh , lorsqu'une statue de leur collection, la princesse Amarna , s'est révélée être  une contrefaçon.
La galerie Bolton Lives présente l’histoire de Bolton et de ses habitants.